# Romain Morandière
Pour les articles homonymes, voir Morandière.
Romain Bricheteau de la Morandière, dit Romain Morandière, est un ingénieur des ponts et chaussées français, né le 18 septembre 1809 à Richelieu, Indre-et-Loire et mort le 23 avril 1875. 
Il est élève de l'École polytechnique (X1828). Il a dirigé la construction de plusieurs grands ponts ferroviaires, dont les viaducs de Montlouis-sur-Loire, de Lesard et de Givray sur la ligne de Paris-Austerlitz à Bordeaux-Saint-Jean. Ingénieur en chef de la Compagnie du Paris-Orléans à partir de 1853, il dirigea la construction des lignes de Poitiers à La Rochelle, de Nantes à Saint-Nazaire, de Tours au Mans et d'Angers à Niort.
Vice-président du Conseil général de la Vienne, il devient inspecteur général de première classe des Ponts et Chaussées en 1871.
Il est l'auteur d'un Traité de la construction des ponts et des viaducs en pierre, en charpente et en métal, en deux volumes.

## Sources
- « Romain Morandière », sur Structurae (consulté le 4 décembre 2013)